# Arsenal Stadium
L'Arsenal Stadium, colloquialmente noto come Highbury dal nome dell'omonimo quartiere londinese in cui era situato, fu l'impianto di gioco della società calcistica dell'Arsenal dal 1913 al 2006.

## Storia

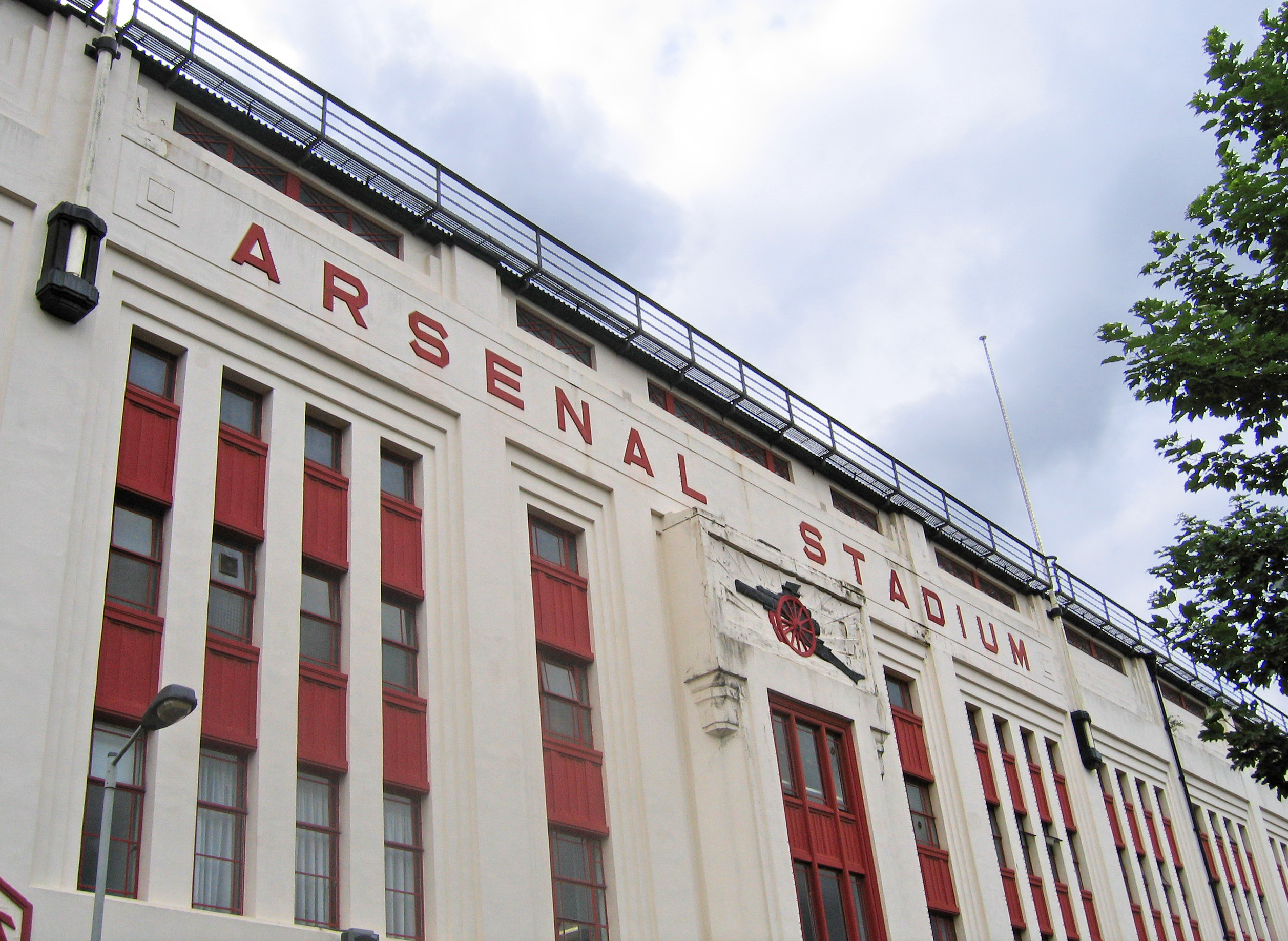
La facciata est dell'impianto, nota per una realizzazione in stile déco.

Venne inaugurato il 6 settembre 1913 con una partita tra i Gunners e il Leicester City, dopo che il club si era trasferito nel quartiere abbandonando la sua sede originale a Woolwich, nel sud est di Londra. Il primo progetto dello stadio fu firmato dall'ingegnere scozzese Archibald Leitch, mentre la riqualificazione degli anni 30 – arrivata fino a noi – fu opera degli architetti Claude Waterlow Ferrier and William Binnie, in stile Art déco.
A causa di una parziale ricostruzione avvenuta nel 1951, per riparare i danni subìti nel corso della seconda guerra mondiale, l'Arsenal disputò temporaneamente le gare casalinghe al White Hart Lane, già stadio del concittadino Tottenham. Il 14 novembre 1934 lo stadio fu teatro della celebre "battaglia di Highbury", confronto amichevole tra le nazionali inglese e italiana – all'epoca campione del mondo – risoltosi con la vittoria britannica per 3-2.
L'Arsenal giocò temporaneamente a Wembley due edizioni della UEFA Champions League tra il 1998 e il 2000, in un primo esperimento per capire le possibilità di lasciare Highbury in favore di uno stadio più grande. Decisione che si concretizzò poi nel 2006, quando Highbury venne abbandonato in favore di un impianto maggiormente allineato ai canoni UEFA per incontri internazionali, il nuovo Emirates Stadium sito ad Ashburton Grove. I Gunners giocarono l'ultimo incontro ad Highbury il 7 maggio 2006, imponendosi per 4-2 contro il Wigan.
In seguito, con la compagine trasferitasi nel nuovo stadio, il vecchio impianto – la cui struttura esterna originaria fu mantenuta – venne riadattato all'edilizia residenziale col nome di Highbury Square.

## Incontri internazionali

### Giochi olimpici 1948
- Regno Unito -  Paesi Bassi 4-3 (ottavi di finale, 31 luglio 1948)
- Danimarca -  Italia 5-3 (quarti di finale, 5 agosto 1948)

### Supercoppa UEFA
- Arsenal - Milan 0-0 (gara d'andata, 1º febbraio 1995)